# Tot ce e bun tre să dispară
Tot ce e bun tre să dispară este al 10-lea album al trupei Paraziții, lansat la data de 15 iunie 2010, la casa de discuri 20 CM Records.

## Ordinea pieselor[3]
| Nr.             | Titlu                         | Text               | Lungime |  |
| 1.              | „Tango la rece”               | Cheloo și Ombladon | 3:49    |  |
| 2.              | „Celebrii”                    | Cheloo și Ombladon | 3:39    |  |
| 3.              | „Apa în vin”                  | Cheloo și Ombladon | 3:37    |  |
| 4.              | „Cui îi pasă”                 | Cheloo și Ombladon | 4:28    |  |
| 5.              | „Parol”                       | Cheloo și Ombladon | 4:55    |  |
| 6.              | „Nu în Balcani”               | Cheloo             | 1:24    |  |
| 7.              | „O chema”                     | Cheloo și Ombladon | 3:56    |  |
| 8.              | „Cum se face”                 | Ombladon           | 2:16    |  |
| 9.              | „Arde” (Feat. Câinele)        | Cheloo             | 3:50    |  |
| 10.             | „Respect maxim”               | Cheloo             | 1:29    |  |
| 11.             | „Lasă-mă să beau”             | Cheloo și Ombladon | 3:18    |  |
| 12.             | „Tot ce e bun tre să dispară” | Cheloo și Ombladon | 3:50    |  |
| Lungime totală: | Lungime totală:               | Lungime totală:    | 40:31   |  |